# Mi Pueblo Food Center
Mi Pueblo San Jose Inc. o Mi Pueblo Foods o Mi Pueblo Food Center fue una cadena de supermercados en el Área de la Bahía de San Francisco. Tenía su sede en San José, California. Vendía productos para hispanos y productos para muchas personas. En 2008, tenía más de $200 millones de dólares en ventas anuales.
En 1991, Juvenal Chávez, el fundador de la franquicia, abrió una tienda de Mi Pueblo. Juvenal Chávez es originario de Aguililla, Michoacán, México. En 2006, Mi Pueblo tenía ocho sucursales y más de 900 empleados.
A partir de 2017, la franquicia de Mi Pueblo Food Center desapareció, y se unió con la cadena Cardenas Market.